# ジョージ・ソーン
ジョージ・ソーン（George Thorne 、1993年1月4日 - ）は、イングランド・チャタム出身のプロサッカー選手。ポジションは、MF。

## 経歴

### クラブ
2005年にウェスト・ブロムウィッチ・アルビオンFCのアカデミーに入団。2009年11月のシェフィールド・ウェンズデイFC戦で途中出場しトップチームデビュー。この時16歳と328日で、約50年ぶりにクラブの最年少記録を更新した。2010年1月、クラブと最初のプロ契約を結んだ。
しかしその後は出場機会を得られず、他クラブへのレンタル移籍を繰り返した。そして2014年7月にレンタルで加入していたダービー・カウンティFCに完全移籍で放出された。その上、加入直後に開催されたFCゼニト・サンクトペテルブルクとの親善試合で十字靭帯を断裂する重傷を負ってしまい、9ヶ月間の離脱を余儀なくされた。

### 代表
U-16年代からイングランド代表に選出されている。

## 所属クラブ
ユース
- ウェスト・ブロムウィッチ・アルビオンFC 2004-2009

プロ
- ウェスト・ブロムウィッチ・アルビオンFC 2009-2014

→ポーツマスFC 2011-2012 (loan)
→ピーターバラ・ユナイテッドFC 2012 (loan)
→ワトフォードFC 2013-2014 (loan)
→ダービー・カウンティFC 2014 (loan)
- ダービー・カウンティFC 2014-2020

→ルートン・タウンFC 2019 (loan)
→オックスフォード・ユナイテッドFC 2019-2020 (loan)
- オックスフォード・ユナイテッドFC 2020
- ベッドフォード・タウンFC 2022-

## 代表歴
- イングランドU-16
- イングランドU-17
- イングランドU-18
  - UEFA U-17欧州選手権2010
- イングランドU-19
  - UEFA U-19欧州選手権2011予選
  - UEFA U-19欧州選手権2012

## タイトル
U17イングランド代表
- UEFA U-17欧州選手権 champions: 2010